# Mîhailivka, Volodarsk-Volînskîi
Mîhailivka (în ucraineană Михайлівка) este un sat în comuna Zubrînka din raionul Volodarsk-Volînskîi, regiunea Jîtomîr, Ucraina.

## Demografie
Componența lingvistică a localității Mîhailivka
     Ucraineană (99,35%)
     Alte limbi (0,65%)
Conform recensământului din 2001, majoritatea populației localității Mîhailivka era vorbitoare de ucraineană (99,35%), existând în minoritate și vorbitori de alte limbi.